# تراویس هانسن
تراویس هانسن (انگلیسی: Travis Hansen؛ زادهٔ ۱۵ آوریل ۱۹۷۸) بازیکن بسکتبال اهل ایالات متحده آمریکا است. از باشگاه‌هایی که در آن بازی کرده‌است می‌توان به آتلانتا هاوکس و باشگاه بسکتبال رئال مادرید اشاره کرد.